# Sport Vlaanderen

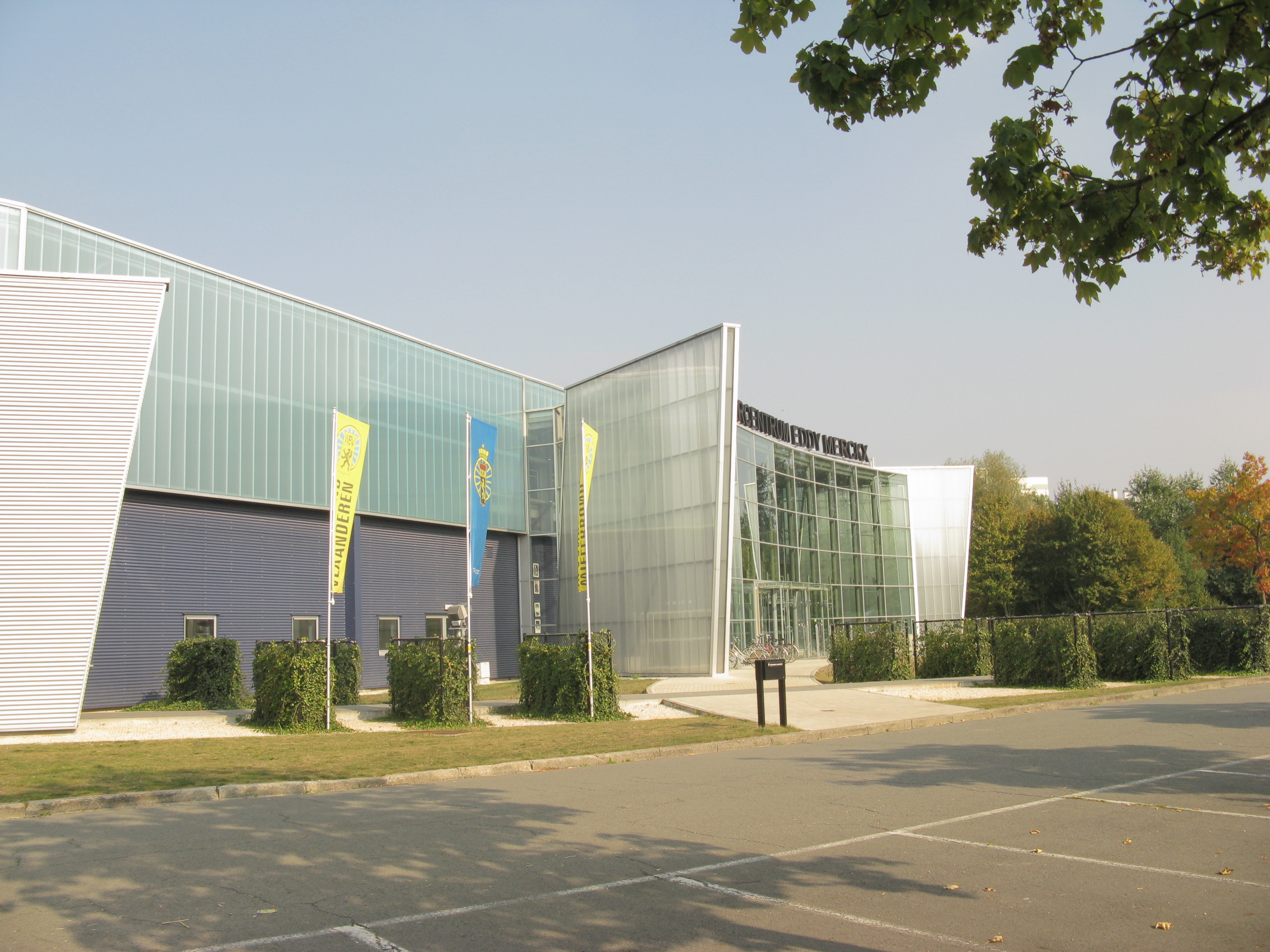
Das Vlaamse Wielercentrum Eddy Merckx in Gent wird von Sport Vlaanderen betrieben.

Sport Vlaanderen ist eine Behörde der flämischen Regierung, die verantwortlich ist für die Sportbelange der Flämischen Gemeinschaft in Belgien. Sie hat ihren Namen seit 2016, zuvor hieß sie Bloso, was für agentschap ter Bevordering van de Lichamelijke Ontwikkeling, de Sport en de Openluchtrecreatie stand.
Sport Vlaanderen ist eine intern selbständige Behörde mit Rechtsfähigkeit. Sitz der Behörde ist in Brüssel. Der Name des wallonischen Gegenstücks lautet Adeps. (Administration de l'Éducation physique, du Sport et de la Vie en Plein Air). Beide Behörden wurden im Jahre 1969 gegründet in Nachfolge des Instituts INEPS/NILOS (Institut National pour l'Education Physique et les Sports / Nationaal Instituut voor de Lichamelijke Opvoeding en Sport).

## Aufgaben
Sport Vlaanderen ist verantwortlich für
- verschiedene Aufgaben im Sportbereich, wie etwa die Ausbildung von Trainern, Rettungsschwimmern und ehrenamtlichen Sportfunktionären. Die eigene Vlaamse trainersschool (VTS), arbeitet mit den Sportverbänden, Universitäten und Hochschulen zusammen,
- De Gordel, eine große Eintagessportveranstaltung für die ganze Familie am Stadtrand von Brüssel,
- die Verteilung von Zuschüssen an Sportverbände und öffentliche Sporteinrichtungen,
- Organisation von Sportlagern,
- Unterstützung von Leistungssportlern,
- Sportpromotion.

Sport Vlaanderen betreibt multifunktionale Sporteinrichtungen in Blankenberge, Brügge, Genk, Gent, Hassel, Herentals, Hofstade, Liedekerke, Nieuwpoort, Oordegem, Waregem, Willebroek und Woumen. Dazu gehören auch die Radrennbahnen Vlaams Wielercentrum Eddy Merckx in Gent und Velodroom Limburg in Heusden-Zolder.